# Stanisław Cieński
Spytek Stanisław Jan Kanty Cieński (1. května 1849 Vikno – 3. prosince 1920 Lvov) byl rakouský šlechtic a politik polské národnosti z Haliče, koncem 19. století poslanec Říšské rady.

## Biografie
Jeho otcem byl politik a šlechtic Ludomir Cieński. V politických funkcích zasedali i Stanisławovi bratři Leszek Cieński, Tadeusz Cieński a Adolf Cieński. Stanisław vystudoval práva na Lvovské univerzitě. Byl i veřejně a politicky aktivní. Zastával funkci předsedy okresní rady ve Stanislavově.
Působil jako poslanec Říšské rady (celostátního parlamentu Předlitavska), kam usedl v doplňovacích volbách roku 1887 za kurii velkostatkářskou v Haliči. Slib složil 11. října 1887. Mandát zde obhájil i v řádných volbách roku 1891. Slib složil 13. dubna 1891, rezignace byla oznámena na schůzi 22. října 1895. Do parlamentu pak místo něj nastoupil Wojciech Dzieduszycki. Ve volebním období 1885–1891 se uvádí jako rytíř Stanislaus von Cieński, statkář, bytem Wodniki.
Na Říšské radě se v roce 1890 uvádí coby člen Polského klubu. Rovněž po volbách roku 1891 se uvádí jako člen Polského klubu.